# Reno di Lei
Der Reno di Lei ist der einzige Quellfluss des Rheins, der in Italien entspringt. Er verläuft fast vollständig auf italienischem Gebiet und ist der einzige Fluss Italiens, der zum Einzugsgebiet der Nordsee gehört und dorthin entwässert.

## Verlauf

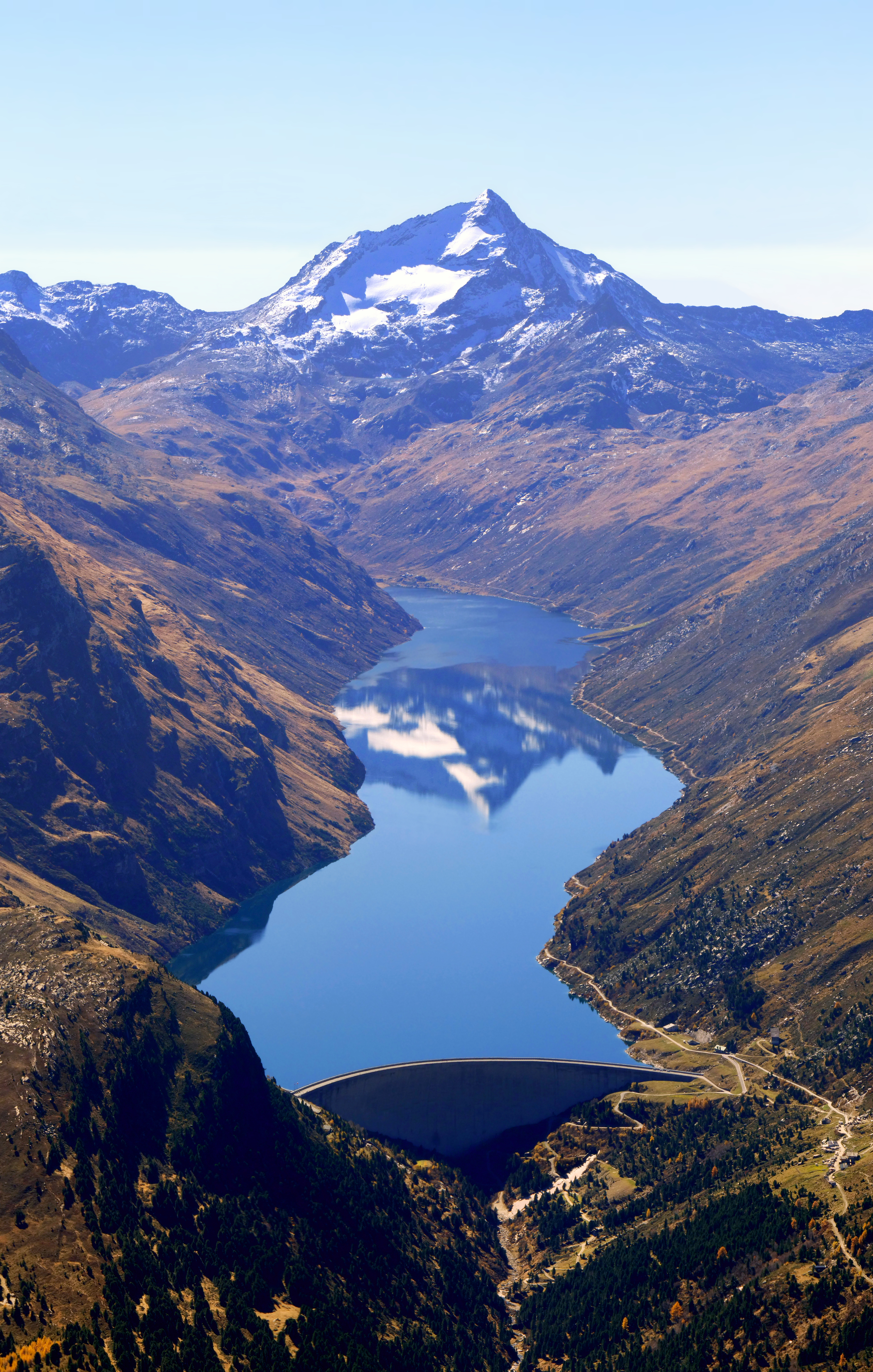
Val di Lei mit Stausee und Pizzo Stella vom Piz Grisch

Der Reno di Lei entspringt in der Provinz Sondrio der italienischen Region Lombardei, östlich des Pizzo Stella (3163 m), nördlich des Passo di Lei auf etwa 2525 m s.l.m. und fliesst in nördlicher Richtung durch das weitgehend italienische Valle di Lei ab. Nach rund 5 km mündet er bei der Alpe Mottala in den knapp 8 km langen, auf einer Meereshöhe von bis zu 1931 m gelegenen Stausee Lago di Lei. Unterhalb der in der Schweiz liegenden  Staumauer des Sees setzt er sich, wieder auf italienischem Gebiet, noch weitere etwa 3 km fort und mündet bei der Brücke Punt di Val di Lei im Kanton Graubünden in den Averser Rhein.